# Дилян Калчев
Дилян Калчев е актьор и журналист.

## Биография
Дилян Калчев е роден на 30 юни 1996 г. в София. Средното си образование завършва в Националната финансово-стопанска гимназия.
През годините се снима в множество реклами и няколко музикални клипа. През 2012 г. е гласът на „Фанта“ за 6 месеца. През 2012 г. участва в младежкия сериал „Революция Z“ с епизодична роля в няколко епизода, като Виктор. Година по-късно се записва на актьорска студия при преподавател Петър Върбанов, където играе в няколко пиеси.
През 2014 г. започва да се занимава и с моделство. Работи няколко години като модел с агенция „Ivet Fashion“. А след първата си година като студент в Англия, подписва 3 месечен договор с една от най-известните агенции в Мумбай, Индия – „INEGA Model Management“.
През 2015 г. заминава за Ковънтри, Англия и завършва бакалавърска степен в „Coventry University“ със специалност „Кино и телевизия“ през 2019 г.
През 2015 г. участват на конкурс за аматьорски театър в Благоевград и печелят първо място с пиесата „За мишките и хората“ по Джон Стейнбек, където Дилян влиза в ролята на Кърли. В Англия участва като специален персонаж в американския сериал „Will“, разказващ историята на Уилиям Шекспир. През Юли 2019 г. се присъединява като репортер към екипа на сутрешния блок „Здравей, България“ по Нова телевизия. Година по-късно го избират за главната мъжка роля на онлайн сериала „Аз съм Изи“, продуцирано от Нетинфо.